# Ernst Goldschmidt (Filmproduzent)
Ernst Goldschmidt (* 1931 in Badenweiler; † 2. Dezember 2023 ebenda) war ein deutscher Filmproduzent und Manager.

## Leben und Karriere
Seine berufliche Karriere begann Ernst Goldschmidt 1957 als Verkäufer für die Filmproduktionsgesellschaft MGM und wechselte 1958 schließlich zu United Artists (UA), bei der er zuerst die Schweizer Außenstelle leitete und dann die Leitung von UA/Deutschland übernahm.
1968 folgte die Beförderung zum europäischen Verkaufsleiter in Paris und nach zwei Jahren die Ernennung zum Präsidenten von UA Europe.
1975 versetzte ihn UA Europe in den internationalen Vertrieb nach New York, den er als Vizepräsident leitete.
Bei UA beaufsichtigte er in seiner 22-jährigen Laufbahn den internationalen Vertrieb der James-Bond-Reihe, der Beatles-Filme, Die Reifeprüfung, Einer flog über das Kuckucksnest, Rocky und Der Stadtneurotiker.
1979 schloss sich Goldschmidt der UA-Führungsriege an, um UA zu verlassen und das unabhängig geführte Studio Orion Pictures zu gründen, welches heute den Amazon MGM Studios angehört. Als Vorsitzender der internationalen Abteilung verhalf er schließlich Filmen wie Amadeus, Terminator oder Platoon mit zur Veröffentlichung.
1988 verließ Goldschmidt Orion Pictures, um mit Sovereign Pictures, seine eigene Produktions- und Vertriebsfirma zu gründen. Mit dieser realisierte er Filme wie Cinema Paradiso, Hamlet oder Die Affäre der Sunny B mit.
Später kehrte Goldschmidt nach Paris zurück, um dort als Präsident für den internationalen Vertrieb bei Pandora Cinema, die Überwachung des weltweiten Vertriebs fortzusetzen.
Am 2. Dezember 2023 verstarb Ernst Goldschmidt im Alter von 92 Jahren an Herzversagen. Er hinterlässt seine Frau Marie Therese, seine Exfrau Renee und ihre beiden Kinder sowie mehrere Enkelkinder.